# Manuel Mora Valverde
Manuel Mora Valverde (San José, 27 de agosto de 1909 - 29 de diciembre de 1994) fue un dirigente popular, abogado, y político costarricense, diputado nacional, de enorme trayectoria en la historia de Costa Rica. Se le recuerda fundamentalmente por ser un gran líder popular, y uno de los principales gestores y promulgadores de las Garantías Sociales, del Código de Trabajo (1943), etc., y como fundador del Partido Vanguardia Popular. Fue declarado Benemérito de la Patria en 1998.

## Biografía
Nació en San José, el 27 de agosto de 1909, en el seno de una familia de clase media ilustrada pero empobrecida; fue primogénito entre doce hermanos; siendo niño vio morir a dos de sus hermanas menores enfermas ante la falta de recursos. Su padre José Rafael Mora era un maestro de obras, que dirigió los talleres de Obras Públicas durante el gobierno del Presidente Alfredo González Flores (1914-1917).
Siendo apenas un niño lo vio marchar hacia Nicaragua con un grupo de amigos, para unirse al movimiento armado para derrocar a la dictadura de los Tinoco. Su madre era Lydia Valverde, de quien adquirió ese espíritu por el conocimiento del mundo y la solidaridad por las personas.
Estudió la primaria en la Escuela Juan Rudín y la secundaria en el Liceo de Costa Rica, donde se destacó sobre todo en las ciencias exactas. Cuando obtuvo el bachillerato en 1927, Fidel Tristán, director del Liceo, le ofrece una beca para estudiar matemáticas en París, con el apoyo del entonces ministro de Educación Luis Dobles Segreda. Mora declinó el ofrecimiento y decidió ingresar en la Escuela de Derecho, donde se graduó en 1940.
Como inquieto estudiante, siempre fue un militante Antifascista y simpatizante de la República Española contra el Golpe de los fascistas de Francisco Franco y su dictadura. También se preocupó por las paupérrimas condiciones de los trabajadores de América Latina y de Costa Rica; en particular por los de las Zonas Bananeras. Estudió Derecho con grandes dificultades económicas y logrando ser abogado. Fue participante de varias organizaciones y colectivos progresistas (como ARCO: Asociación Revolucionaria de Cultura Obrera) hasta que fundó junto con otras destacadas personalidades como los escritores y líderes: Carmen Lyra (pseudónimo de Isabel Carvajal) y Carlos Luis Fallas (CALUFA), Jaime Cerdas, Carlos Luis Saénz, Arnoldo Ferreto y varios otros intelectuales y líderes obreros el Partido Comunista de Costa Rica (1931, que luego se convierte en el PVP). Pese a su radicalidad y compromiso social, estuvo anuente a crear alianzas democráticas con una base social más amplia, fue elegido diputado al Congreso y llegó a ocupar el cargo del nuevo Ministerio de Trabajo. En consecuencia, apoya públicamente con toda convicción, la promulgación de las Garantías Sociales (1942) y el Código de Trabajo (27 de agosto de 1943), logrando gran recepción popular.
Sobre la Reformas Sociales que distinguieron a la sociedad costarricense de la época, habrá que señalar que fueron inspiradas en varias fuentes políticas, y no solo en las ideas socialistas y marxistas; entre ellas la Doctrina Social de la Iglesia, siendo apoyadas estas Reformas Sociales por Monseñor Sanabria (Arzobispo de Costa Rica en ese momento), y respaladadas por el presidente Calderón Guardia, liberal quien se formó en la doctrina social-cristiana Universidad Católica de Lovaina, Bélgica. Pero además Manuel Mora imprime su sello personal en estas Reformas Sociales. Agregaremos que su formación aunque fundamentalmente marxista, bebe además de muchas otras fuentes políticas; tales como el llamado "Nacionalismo-Antimperialista" propio de muchas Revoluciones y Movimientos Populares Latinoamericanos: La Revolución Mexicana, el antiguo APRA, la lucha de Sandino contra la ocupación del Ejército Estadounidense de Nicaragua, la lucha contra la dictadura de los Tinoco en Costa Rica (su padre y familia fueron perseguidos por esta Dictadura), etc. Aunque siempre se definió personalmente como "Marxista-Leninista", tenía una particular lectura latinoamericana del Marxismo muy amplia y anti-dogmática, y ajena al Estalinismo en boga. De hecho, -y aunque con otra naturaleza política (clasista, antimperialista y socialista) y otro carácter del poder (desde el ejercicio del poder desde las clases subalternas)-, para algunos, sus iniciativas guardaron ciertas similitudes prácticas incluso con el modelo del New Deal de Franklin D. Roosevelt o del Peronismo argentino, y la creación del Estado Social de Derecho moderno. Como figura pública, fue reconocido como un abogado y político, revolucionario y comunista, y claro, como fue fundador del Partido Vanguardia Popular, y luego del Partido del Pueblo Costarricense (escisión del P.V.P.), y uno de los personajes más importantes dentro de la Revolución de 1948, pues fue aliado temporal del gobierno derrocado de Calderón Guardia por la defensa de las Garantías Sociales.
Posteriormente a la Guerra Civil de 1948, sufrió graves persecuciones que lo obligaron a asilarse en México. A los años retornó a Costa Rica junto a otros dirigentes comunistas, y encabezó de forma clandestina la refundación del P.V.P., y la defensa y profundización del nuevo Estado social de Derecho. Pero enfrenta la prohibición constitucional de los "partidos comunistas" de la Segunda República de participar en las elecciones nacionales. Finalmente, el P.V.P. fue legalizado en 1975 en un acuerdo político con el presidente costarricense de entonces Daniel Oduber y con la aprobación del expresidente José Figueres Ferrer. Desde entonces Manuel Mora participó en varios intentos de formar amplias coaliciones elecotrales de izquierda, volviendo a ser electo diputado. Además siempre participó en la defensa de las conquistas laborales y el mejoramiento de las condiciones de los trabajadores de la ciudad y de los pequeños campesinos y peones agrícolas sin tierra, donde logró negociar que se expropiaran tierras baldías sin uso y se les adjudicaran a miles de familias rurales pobres costarricenses. Su carácter personal como mediador político y su fuerte convicción y compromiso con la paz en Centroamérica, sobre todo frente al peligro de una intervención militar a gran escala del ejército Estadounidense (y del gobierno de Ronald Reagan), así como su defensa de las libertades civiles y del Estado de Derecho (pues fue un destacado abogado costarricense), hizo que se le nombrara Benemérito de Patria posteriormente a su muerte.
Su herencia política fundamental tiene que ver con su práctica política profundamente democrática y profundamente antidogmática, y en su intento de adaptar la lectura del marxismo a las condiciones costarricenses en particular y latinoamericanas en general. Se destacó en la solidaridad internacional con el pueblo nicaragüense y centroamericano en el derrocamiento de la terrible dictadura de Anastasio Somoza, así como en las luchas contra los regímenes militares centroamericanos. Los éxitos de las conquistas sociales de esa época dotaron de sostenibilidad política a la sociedad costarricense durante décadas.

## Vida política
Desde su escritorio de abogado comenzó la lucha por los más pobres y para las elecciones de 1924, cuando se disputaban la presidencia Ricardo Jiménez Oreamuno, Alberto Echandi Montero y el general Jorge Volio Jiménez, se enroló en el Partido Reformista de este último. El oportunismo electoral del Partido Reformista, lo hizo pronto radicalizar sus posiciones innovando sus criterios de incersión política con las teorías revolucionarias científico-sociales en boga, léase con el Marxismo de la época. Desde luego su lectura nunca fue dogmática, sino que trató de contextualizarlas siempre en el marco de lo que podríamos llamar una "totalidad social concreta" (Karel Kosick), o sea, en el marco de la sociedad costarricense y su contexto latinoamericano y antimperialista; siempre tuvo una visión humanista y patriótica de las transformaciones sociales necesarias.
En 1931 fue miembro fundador del Partido Comunista de Costa Rica, luego Vanguardia Popular, cambio de nombre estratégico para que el Arzobispo Monseñor Sanabria, hombre progresista y antifascista, autorizara formalmente a los obreros y campesinos católicos. –que eran la inmensa mayoría del pueblo,– a votar y militar en el mismo. Participó con el Bloque de Obreros, Campesinos e Intelectuales y en 1933 fue elegido diputado al Congreso por ese partido, puesto al que se reeligió hasta 1948. Aun en el exilio, y en los tiempos de la persecución anticomunista, y de la ilegalización de PVP (después de 1948 y hasta 1975) siguió muy cercano y orientando al movimiento popular costarricense.
En 1970 fue nuevamente electo diputado a la Asamblea Legislativa. Su primer período como diputado lo inició cuando tenía apenas 25 años.
Brindó siempre, aunque de forma discreta, apoyo político y revolucionario a todos los luchadores centroamericanos y latinoamericanos, que huían de las dictaduras de Seguridad Nacional impuestas en Latinoamérica; sin embargo su bandera estratégica siempre fue la lucha por la paz con justicia social en Centroamérica y el Caribe.

## Luchas sindicales
Durante los años 30 se volvió un vocero de los trabajadores bananeros con los cuales organizó varias huelgas. A principios de los años 40 su partido, que ya se llamaba Vanguardia Popular, se alió con el presidente Rafael Calderón Guardia para aprobar las reformas sociales.

## Guerra civil
Su apoyo y el de su partido en 1944 a la candidatura de Teodoro Picado Michalski, fueron claves en el triunfo de este sobre el conservador León Cortés Castro. En parte esto hizo que posteriormente se desencadenara la Guerra Civil de Costa Rica de 1948. Al finalizar ésta, viajó exiliado a México y regresó a Costa Rica en 1950.
Las fuerzas marxistas representadas por el Partido Vanguardia Popular habían participado en la lucha armada como aliados del gobierno de Teodoro Picado Michalski. Figueres se reunió con Manuel Mora Valverde, líder de dichas fuerzas, en el Alto de Ochomogo. Figueres acepta las propuestas del Licenciado Manuel Mora Valverde, que eran mantener las garantías sociales. Figueres además manifiesta que las mismas deben profundizarse. El 20 de abril de 1948 el presidente Teodoro Picado Michalski entrega el poder al tercer designado: el ingeniero Santos León Herrera. Y el 27 de abril José Figueres Ferrer entra a la ciudad capital.

## Legado
A pesar de la fuerte persecución anticomunista y estigmatización del movimiento comunista después de la Guerra Civil (1948), es más bien recordado como un intelectual y político que contribuyó a forjar lo mejor del Estado Social de Derecho de la Costa Rica de hoy. En 1993, se le otorgó el premio Rodrigo Facio, que da la Universidad de Costa Rica y en 1994 la Universidad Estatal a Distancia (UNED) le otorga el doctorado honoris causa. Falleció en San José, el 29 de diciembre de 1994 a los 85 años de edad. La Asamblea Legislativa de Costa Rica le otorgó el título de Benemérito de la Patria.